# Férfi kenu egyes 1000 méter az 1964. évi nyári olimpiai játékokon
Az 1964. évi nyári olimpiai játékokon a kajak-kenu férfi kenu egyes 1000 méteres versenyszámát október 20. és 22. között rendezték Szagami-tó-ban.

## Eredmények
Az időeredmények másodpercben értendők. A rövidítések jelentése a következő:
- Q: továbbjutás helyezés alapján
- R: vigaszágon folytathatta

### Előfutamok
Az előfutamokból az első három helyezett automatikusan a döntőbe jutott, a többiek a vigaszágra kerültek.
| Helyezés | Név                    | Nemzet                      | Idő      | Mj       |
| 1. futam | 1. futam               | 1. futam                    | 1. futam | 1. futam |
| -------- | ---------------------- | --------------------------- | -------- | -------- |
| 1.       | Jevgenyij Penyajev     | Szovjetunió (URS)           | 4:41,06  | Q        |
| 2.       | Törő András            | Magyarország (HUN)          | 4:42,31  | Q        |
| 3.       | Bogdan Ivanov          | Bulgária (BUL)              | 4:48,39  | Q        |
| 4.       | Paul Stahl             | Kanada (CAN)                | 5:08,28  | R        |
| 5.       | Dennis Van Valkenburgh | Egyesült Államok (USA)      | 5:12,63  | R        |
| 6.       | Frederick Wasmer       | Ausztrália (AUS)            | 5:26,80  | R        |
| 2. futam |                        |                             |          |          |
| 1.       | Jürgen Eschert         | Egyesült Német Csapat (EUA) | 4:36,92  | Q        |
| 2.       | Andrei Igorov          | Románia (ROU)               | 4:39,57  | Q        |
| 3.       | Ove Emanuelsson        | Svédország (SWE)            | 4:46,73  | Q        |
| 4.       | Josio Sódzsi           | Japán (JPN)                 | 5:05,11  | R        |
| 5.       | Jan Jiráň              | Csehszlovákia (TCH)         | 5:18,33  | R        |

### Vigaszág
A vigaszág futamából az első három helyezett jutott a döntőbe, a többiek kiestek.
| Helyezés | Név                    | Nemzet                 | Idő     | Mj |
| -------- | ---------------------- | ---------------------- | ------- | -- |
| 1.       | Paul Stahl             | Kanada (CAN)           | 4:55,79 | Q  |
| 2.       | Jan Jiráň              | Csehszlovákia (TCH)    | 4:58,59 | Q  |
| 3.       | Dennis Van Valkenburgh | Egyesült Államok (USA) | 5:00,34 | Q  |
| 4.       | Josio Sódzsi           | Japán (JPN)            | 5:00,88 |    |
| 5.       | Frederick Wasmer       | Ausztrália (AUS)       | 5:16,40 |    |

### Döntő
| Helyezés | Név                    | Nemzet                      | Idő     | Mj |
| -------- | ---------------------- | --------------------------- | ------- | -- |
| Arany    | Jürgen Eschert         | Egyesült Német Csapat (EUA) | 4:35,14 |    |
| Ezüst    | Andrei Igorov          | Románia (ROU)               | 4:37,89 |    |
| Bronz    | Jevgenyij Penyajev     | Szovjetunió (URS)           | 4:38,31 |    |
| 4.       | Törő András            | Magyarország (HUN)          | 4:39,95 |    |
| 5.       | Ove Emanuelsson        | Svédország (SWE)            | 4:42,70 |    |
| 6.       | Bogdan Ivanov          | Bulgária (BUL)              | 4:44,76 |    |
| 7.       | Paul Stahl             | Kanada (CAN)                | 5:04,79 |    |
| 8.       | Dennis Van Valkenburgh | Egyesült Államok (USA)      | 5:12,55 |    |
| 9.       | Jan Jiráň              | Csehszlovákia (TCH)         | 5:40,00 |    |